# Bosque nacional Kisatchie
El Bosque nacional Kisatchie (en inglés: Kisatchie National Forest) es el único bosque nacional en Luisiana, al sur de Estados Unidos, se encuentra en las colinas de pinos boscosas en las parroquias del centro y norte. Es parte de las tierras altas del Cenozoico (algunas de las rocas más antiguas de Luisiana) y tiene grandes áreas de bosques de pinos de hoja larga (un tipo de bosque que ha disminuido significativamente durante el último siglo). Es una de las mayores piezas de paisaje natural en Luisiana, con unos 604.000 acres (2.440 kilómetros cuadrados) de tierras públicas, más de la mitad de los cuales es pino de hoja larga vital y  vegetación boscosa, que sustentan muchas especies de plantas y animales raros.